# Trujillo Metropolitano
Trujillo Metropolitano es un área metropolitana peruana que tiene como núcleo central a la ciudad de Trujillo, capital del departamento de La Libertad. Esta área metropolitana se ubica en la costa norte del país y se extiende sobre un territorio de aproximadamente 110 000 hectáreas. Está conformada por áreas urbanas y rurales de diez distritos de la provincia de Trujillo.
Esta área metropolitana fue reconocida oficialmente, mediante la Ordenanza Municipal N.º 05-95-MPT, que aprobó el "Plan de Desarrollo Metropolitano de Trujillo al año 2010", promulgada el 30 de noviembre de 1995.

## Historia
El Centro histórico de Trujillo estuvo desde la época colonial separado de las demás localidades cercanas por la muralla de Trujillo. En el siglo XX esta muralla fue derribada para dar paso a la expansión urbana, la ciudad actualmente se encuentra extendida desde la plaza de Armas de Trujillo hacia los cuatro puntos cardinales y de la antigua muralla solo quedan algunos fragmentos históricamente conservados. No obstante, Trujillo ha tenido gran influencia hacia las ciudades cercanas desde hace décadas, teniendo gran interacción con ellas. La integración urbana de algunas de esas ciudades a la metrópoli ha ocasionado su crecimiento. Una fotografía aérea desde satélite muestra una sola trama urbana, en donde es difícil diferenciar los límites de Trujillo y sus distritos metropolitanos conurbados, prácticamente separados solo administrativamente.
En las últimas tres décadas ha aumentado su población en 1981 tenía 403 337 habitantes, el año 2007 alcanzó 804 296 hab.; en 1995 la municipalidad provincial de Trujillo presentó el Plan de desarrollo Metropolitano de Trujillo 1995 - 2010 como instrumento de gestión para guiar el crecimiento y desarrollo conservando su identidad cultural.

## Planificación
La municipalidad provincial de Trujillo es responsable de la planificación urbana de Trujillo Metropolitano y para realizarlo tiene como órgano de apoyo al  Plan de Desarrollo Territorial de Trujillo llamado PLANDET, que tiene entre sus funciones promover, formular, conducir, supervisar y evaluar permanentemente la gestión, ejecución y actualización del Plan de Desarrollo Metropolitano de Trujillo y de los Planes de Desarrollo Local complementarios, en coordinación con los órganos municipales pertinentes. El PLANDET es el órgano que emite la información oficial de conformación distrital de Trujillo metropolitano.

## Extensión y estructura
El área metropolitana de Trujillo ocupa un territorio cuya extensión aproximada es de 110 000 hectáreas, y comprende la parte baja del Valle de Moche o Valle de Santa Catalina y los intervalles hasta el valle de Chicama hacia el norte y el valle de Virú hacia el sur, teniendo como eje articulador al proyecto de irrigación Chavimochic.

### Límites
El área metropolitana de Trujillo tiene como límites:
- Por el oeste: frente marítimo de la provincia de Trujillo.
- Por el norte: hasta los límites con la provincia de Ascope.
- Por el sur: hasta los límites con la provincia de Virú
- Por el este: el límite está definido por la línea que une las cumbres de la primera cadena de montañas de los andes occidentales.

### Trujillo Metropolitano
Trujillo Metropolitano, comprende el llamado «Continuo Urbano de Trujillo» conformado por los distritos de Trujillo, Alto Trujillo, El Porvenir, Florencia de Mora, La Esperanza y Víctor Larco Herrera, y el sector El Milagro del distrito de Huanchaco; así como el conjunto de asentamientos humanos urbanos y rurales del valle de Santa Catalina, de la cuenca baja del río Moche, que corresponden a los distritos de Huanchaco, Laredo, Moche y Salaverry, organizados como una sola unidad de planeamiento.

#### Transporte marítimo
La infraestructura de transporte marítimo con la que cuenta Trujillo está constituida principalmente por el Puerto de Salaverry ubicado en el distrito del mismo nombre, cuenta con dos muelles de atraque de 225 m. y de 230 m. y cuatro amarraderos, lo que le permite recibir simultáneamente cuatro naves de gran calado; este puerto es el principal de la región pues a través de él se exporta la producción regional de La Libertad; además recibe naves de instrucción militar y naves turísticas tipo crucero de todas partes del mundo. El puerto de Salaverry tiene influencia en las regiones La Libertad, Lambayeque, Cajamarca, y Ancash; actualmente es uno de los puertos comerciales más activos del país.

## Población
La población de Trujillo Metropolitano se encuentra distribuida de la siguiente manera:
| Ámbito             | Zona urbana    | Distrito             | Población (2017) | Población estimada (2023) | Capital distrital | Categoría | Altitud (m s. n. m.) |
| ------------------ | -------------- | -------------------- | ---------------- | ------------------------- | ----------------- | --------- | -------------------- |
| Zona metropolitana | Ciudad         | Trujillo             | 314 939          | 353 982                   | Trujillo          | Ciudad    | 74                   |
| Zona metropolitana | Ciudad         | El Porvenir          | 190 461          | 129 189                   | El Porvenir       | Pueblo    | 92                   |
| Zona metropolitana | Ciudad         | Florencia de Mora    | 37 262           | 62 844                    | Florencia de Mora | Ciudad    | 92                   |
| Zona metropolitana | Ciudad         | La Esperanza         | 189 206          | 239 896                   | La Esperanza      | Pueblo    | 137                  |
| Zona metropolitana | Ciudad         | Víctor Larco Herrera | 68 506           | 82 988                    | Buenos Aires      | Pueblo    | 24                   |
| Zona metropolitana | Zona conurbada | Alto Trujillo        | -                | 84 323                    | Alto Trujillo     | Pueblo    |                      |
| Zona metropolitana | Zona conurbada | Laredo               | 37 206           | 54 577                    | Laredo            | Pueblo    | 107                  |
| Zona metropolitana | Zona conurbada | Huanchaco            | 68 409           | 96 971                    | Huanchaco         | Pueblo    | 19                   |
| Zona metropolitana | Zona conurbada | Moche                | 37 436           | 45 537                    | Moche             | Villa     | 25                   |
| Zona metropolitana | Zona conurbada | Salaverry            | 18 944           | 24 643                    | Salaverry         | Villa     | 10                   |
| TOTAL              | TOTAL          | TOTAL                | 962 369          | 1 174 950                 | -                 | -         | -                    |

### Evolución demográfica
De acuerdo al Plan de Desarrollo Urbano Metropolitano de Trujillo 2012- 2022, Trujillo Metropolitano tenía el año 2017 una población de 962 369 habitantes, con datos del censo realizado por el INEI. Según el Plan de desarrollo metropolitano de Trujillo restando la población de los distritos de Poroto y de Simbal pertenecientes a la provincia de Trujillo, que no forman parte del área metropolitana de Trujillo, se obtiene la población de Trujillo metropolitano. Según datos del Plan de desarrollo Metropolitano de Trujillo y del INEI en el siguiente gráfico de distribución poblacional se puede observar la evolución demográfica de Trujillo metropolitano desde 1940 hasta 2017.
| Gráfico de la evolución de la población de Trujillo Metropolitano entre 1940 y 2017 |
| ----------------------------------------------------------------------------------- |
|                                                                                     |
| Fuentes: censos nacionales de población 1940, 1961, 1972, 1981, 1993, 2007, 2017    |